# Panzerregiment 16
Het Panzerregiment 16 was een Duits tankregiment van de Wehrmacht tijdens de Tweede Wereldoorlog.

## Krijgsgeschiedenis

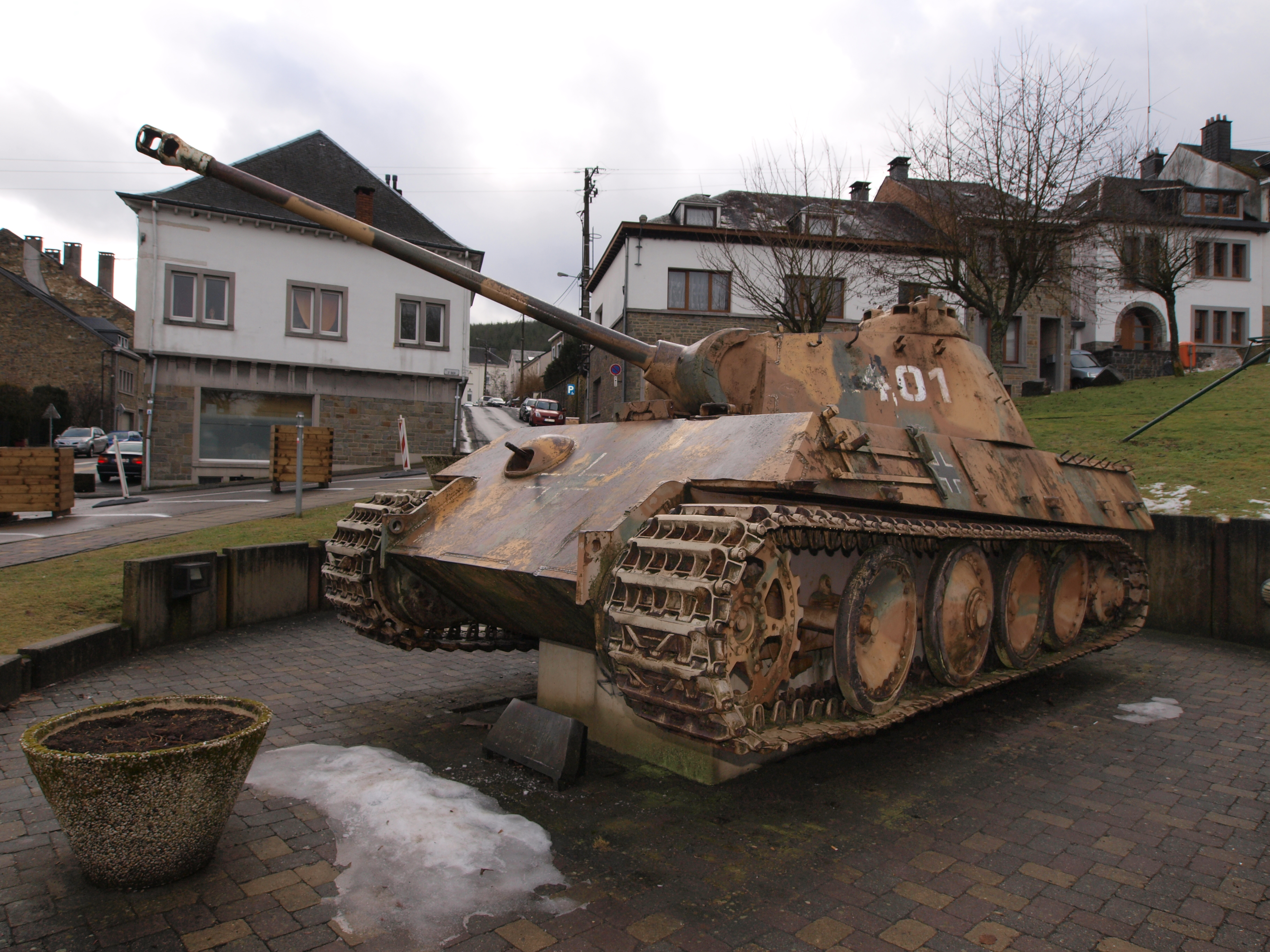
Panzer V (Panther) van het regiment in Houffalize in de Ardennen als monument

Panzerregiment 16 werd opgericht op 23 mei 1944 door omdopen van Panzerregiment 116 in Frankrijk bij het 58e Reserve-Pantserkorps.
Het regiment maakte bij oprichting deel uit van de 116e Pantserdivisie en bleef dat gedurende zijn hele bestaan.
Het regiment capituleerde (met de rest van de divisie) bij Menden in de Ruhrkessel aan de 7e Amerikaanse Pantserdivisie op 16 april 1945.

## Samenstelling bij oprichting
- I. Abteilung met 4 compagnieën (1-4)
- II. Abteilung met 4 compagnieën (5-8)

## Wijzigingen in samenstelling
Op 3 juli 1944 werd de I. Abteilung in een Panther-Abteilung omgevormd. Deze I. Abteilung werd in september 1944 afgegeven aan de Panzerbrigade 111, maar kwam op 1 oktober 1944 weer terug bij het regiment. Aangezien het regiment zijn Panther-Abteilung miste, nam het de I./Pz.Reg.24 mee naar het front in Normandië.
In november 1944 werd het regiment opnieuw opgericht met een Panther-Abteilung (4 compagnieën) en een gemengde Pz.Abt. (2 tankcompagnieën en 2 StuG-compagnieën).

## Opmerkingen over schrijfwijze
- Abteilung is in dit geval in het Nederlands een tankbataljon.
- II./Pz.Rgt. 16 = het 2e Tankbataljon van Panzerregiment 16

## Commandanten
| Rang                                         | Naam                     | Begin            | Eind             |
| -------------------------------------------- | ------------------------ | ---------------- | ---------------- |
| Oberstleutnant                               | Wolf-Heinrich von Trotha | 10 mei 1944      | 3 juni 1944      |
| Major Oberstleutnant (vanaf 1 augustus 1944) | Hans-Georg Lueder        | 3 juni 1944      | 28 december 1944 |
| Oberst                                       | Johannes Bayer           | 28 december 1944 | 26 maart 1945    |
| Major                                        | Gerhard Tebbe            | 26 maart 1945    | 16 april 1945    |

Panzerregiment 1 · Panzerregiment 2 · Panzerregiment 3 · Panzerregiment 4 · Panzerregiment 5 · Panzerregiment 6 · Panzerregiment 7 · Panzerregiment 8 · Panzerregiment 9 · Panzerregiment 10 · Panzerregiment 11 · Panzerregiment 15 · Panzerregiment 16 · Panzerregiment 17 · Panzerregiment 18 · Panzerregiment 21 · Panzerregiment 22 · Panzerregiment 23 · Panzerregiment 24 · Panzerregiment 25 · Panzerregiment 26 · Panzerregiment 27 · Panzerregiment 28 · Panzerregiment 29 · Panzerregiment 31 · Panzerregiment 33  · Panzerregiment 35 · Panzerregiment 36 · Panzerregiment 39 · Panzerregiment 69 · Panzerregiment 80 · Panzerregiment 100 · Panzerregiment 101 · Panzerregiment 102 · Panzerregiment 116 · Panzerregiment 118 · Panzer-Lehr-Regiment 130 · Panzerregiment 201 · Panzerregiment 202 · Panzerregiment 203 · Panzerregiment 204 · Schweres Panzer-Regiment Bäke · Panzerregiment Brandenburg · Panzerregiment Coburg · Panzerregiment Feldherrnhalle · Panzerregiment Feldherrnhalle 2 · Panzerregiment Hermann Göring · Panzerregiment Großdeutschland · Panzerregiment Kurmark · Panzerregiment von Lauchert · Panzerregiment Major Rettemeier · Fallschirm-Panzerregiment 1 · Fallschirm-Panzerregiment 21 · SS-Panzerregiment 1 LSSAH · SS-Panzerregiment 2 · SS-Panzerregiment 3 · SS-Panzerregiment 5 · SS-Panzerregiment 9 · SS-Panzerregiment 10 · SS-Panzerregiment 11 · SS-Panzerregiment 12